# Гадонг B
Гадонг B — один з 18 мукімів (районів) округи (даера) Бруней-Муара, Бруней.

## Райони
- Кампонг Берібі
- Кампонг Кіаронг
- Кампонг Кіулап
- Перумаhан Мата-Мата
- Кампонг Мата-Мата
- Кампонг Бату Берсурат
- Кампонг Менглаіт І
- Кампонг Менглаіт ІІ